# AC/DC:s diskografi
AC/DC:s diskografi omfattar bland annat 17 studioalbum.

## Studioalbum
- 1975 – High Voltage
- 1975 – T.N.T.
- 1976 – High Voltage
- 1976 – Dirty Deeds Done Dirt Cheap
- 1977 – Let There Be Rock
- 1978 – Powerage
- 1979 – Highway to Hell
- 1980 – Back in Black
- 1981 – For Those About to Rock We Salute You
- 1983 – Flick of the Switch
- 1985 – Fly on the Wall
- 1988 – Blow Up Your Video
- 1990 – The Razors Edge
- 1995 – Ballbreaker
- 2000 – Stiff Upper Lip
- 2008 – Black Ice
- 2014 – Rock or Bust
- 2020 – Power up

## Livealbum
- 1978 – If You Want Blood You've Got It
- 1992 – AC/DC Live
- 2012 – Live at River Plate

## EP:s
- 1984 – '74 Jailbreak

## Soundtracks
- 1986 – Who Made Who
- 2010 – Iron Man 2

## Samlingsboxar
- 1997 – Bonfire
- 2009 – Backtracks

## DVD:s/Blu-rays

### Konserter
- AC/DC - Live 1977 (konsert från London 1977)
- AC/DC - Let There Be Rock (konsert från Paris den 9 december 1979)
- AC/DC - Rocks Detroit (konsert från Detroit 1990)
- AC/DC - Live at Donington (konsert från Donington den 17 augusti 1991)
- AC/DC - No Bull (konsert från Madrid 1996)
- AC/DC - Stiff Upper Lip Live (konsert från München den 14 juni 2001)
- AC/DC - Live at River Plate (konsert från Buenos Aires i december 2009)

### Dokumentärer
- AC/DC - Dirty Deeds
- AC/DC - Backtracks
- AC/DC - Ride On Bon
- AC/DC - Plug Me In
- AC/DC - Family Jewels
- AC/DC - Back in Black
- AC/DC - It's a Long Way to the Top
- AC/DC - And Then There Was Rock
- AC/DC - Rough & Tough